# Mayenne
Mayenne là một tỉnh của Pháp, thuộc vùng hành chính Pays de la Loire, tỉnh lỵ Laval, bao gồm 3 quận với các quận lỵ còn lại là: Château-Gontier, Mayenne, Mayenne.